# Sulla questione ebraica
Sulla questione ebraica (in tedesco Zur Judenfrage), è un'opera di Karl Marx scritta nel 1843 e pubblicata per la prima volta a Parigi. Il saggio critica due studi dell'esponente della sinistra hegeliana Bruno Bauer, "La questione ebraica" e "La capacità degli ebrei e cristiani d'oggi di diventar liberi". In questi saggi Bauer sostiene che gli ebrei possono ottenere un'emancipazione politica solo rinunciando alla loro particolare coscienza religiosa, poiché l'emancipazione politica richiede uno stato secolare, che Bauer assume non lasciare spazio per identità sociali quali la religione. Secondo Bauer le richieste della religione sono incompatibili con l'idea dei Diritti dell'Uomo. La vera emancipazione politica, per Bauer, richiede l'abolizione della religione.
Marx usa il saggio di Bauer come occasione per una sua propria analisi dei diritti liberali. Marx sostiene che Bauer sia in errore nella sua assunzione che in uno stato secolare la religione non giocherebbe più un ruolo principale nella vita sociale e, come esempio, segnala la pervasione della religione negli Stati Uniti d'America che, al contrario della Prussia, non hanno una religione di Stato. Nell'analisi di Marx, lo stato secolare non è opposto alla religione, ma piuttosto la presuppone. L'abolizione, per i cittadini, delle qualificazioni di religione o di proprietà non significa l'abolizione della religione o della proprietà, ma solo introduce un modo di guardare agli individui in astrazione ad esse.
Marx sposta poi la questione dalla libertà religiosa all'analisi fatta da Bauer dell'emancipazione politica, concludendo che, mentre gli individui possono essere spiritualmente e politicamente liberi in uno stato secolare, essi possono essere ancora privi di libertà a causa della disuguaglianza economica, un presupposto che più tardi formerà la base delle sue critiche al capitalismo.

## Storia
Marx scrisse la recensione di 34 pagine tra ottobre e dicembre 1843, dopo aver completato il lavoro su un corpo di manoscritti, inediti durante la sua vita, successivamente pubblicati con il titolo "Per la critica della filosofia del diritto di Hegel". Inizialmente era a Bad Kreuznach, dove sposò Jenny von Westphalen nel giugno 1843 e trascorse la sua luna di miele, da ottobre a Parigi. Il saggio tratta due testi di Bruno Bauer pubblicati nel 1843, "La questione ebraica" (1843) e il saggio "La capacità degli ebrei e dei cristiani di oggi di diventare liberi" (1843). Il testo fu pubblicato per la prima volta a Parigi nel febbraio 1844, nell'unica edizione pubblicata degli Annuari franco-tedeschi curati da Marx e Arnold Ruge. Una traduzione francese di Hermann Ewerbeck apparve a Parigi nel 1850. Per la prima volta, Wilhelm Hasselmann ha cercato di utilizzare il lavoro di Marx per i suoi scopi antisemiti nel suo articolo "Il giudaismo". In connessione con la controversia sull'antisemitismo di Berlino, Eduard Bernstein pubblicò la seconda parte del saggio sul socialdemocratico nel giugno e luglio 1881. L'intero testo apparve nell'ottobre 1890 sul Berliner Volksblatt, a cura di Wilhelm Liebknecht.
Negli anni '20, durante le rivalità politiche con i nazifascisti, il Partito Comunista di Germania (KPD) ricorse ripetutamente a elementi della stessa propaganda antisemita. In occasione del quarantesimo anniversario della morte di Marx nel marzo 1923, il quotidiano del KPD Die Rote Fahne ha riprodotto un estratto della seconda parte di "Sulla questione ebraica", inclusa la frase finale "L'emancipazione sociale dell'ebreo è l'emancipazione della società dal giudaismo". Il ricercatore di antisemitismo Olaf Kistenmacher interpreta questo come un'interpretazione errata dell'esodo del KPD con l'obiettivo di presentarsi come antiebraico.
La pubblicazione più antica nel catalogo della Biblioteca nazionale tedesca è un'edizione pubblicata da Stefan Großmann nel Rowohlt Verlag di Berlino nel 1919 come quarta parte della serie di opuscoli "Rovesciamento e costruzione". L'opera è disponibile in dieci lingue nel Archivio Internet Marxista. Un manoscritto della scrittura non è sopravvissuto.

### Riferimento a Müntzer
Nella parte II del saggio, Marx fa riferimento a Thomas Müntzer:
(Karl Marx, "Sulla questione ebraica")
Nelle sue scuse, in gran parte un attacco a Martin Lutero, Müntzer disse:
(Thomas Müntzer, "")
L'apprezzamento della posizione di Müntzer è stato interpretato come una visione comprensiva di Marx nei confronti degli animali. È anche possibile che Müntzer si riferisse all'audacia dei sovrani sovrani che avrebbero preso anche ciò che Dio aveva creato (per tutta l'umanità e il mondo) come proprio. Dopotutto Müntzer era un teologo e citava lo stesso passaggio biblico nel Libro di Isaia che avrebbe avuto una risonanza simile per un ebreo osservante, cosa che Marx non era.

## Contenuto
(Karl Marx, "Sulla questione ebraica")
Nei suoi scritti, Marx affronta la questione dell'emancipazione politica e umana, ponendo al centro dell'argomento il rapporto contraddittorio tra lo stato politico e la società civile e la sua soluzione, come nel caso dell'opera precedentemente scritta "Per la critica della filosofia del diritto di Hegel".

Nell'introduzione Marx ha presentato la soluzione di Bruno Bauer alla questione ebraica, che secondo Marx intendeva la questione ebraica come una questione del rapporto tra religione e stato, della contraddizione tra pregiudizi religiosi ed emancipazione politica. L'emancipazione dalla religione sarebbe posta come condizione, sia per l'ebreo che vuole essere emancipato politicamente, sia per lo Stato, che dovrebbe emanciparsi ed emanciparsi esso stesso. emancipare e chi dovrebbe essere l'emancipazione, bisognerebbe anche chiedersi: "Quali condizioni si basano sulla natura dell'emancipazione richiesta?" L'emancipazione politica all'emancipazione umana non è esaminata. Usando esempi concreti, Marx sottolinea che la piena emancipazione politica è sicuramente possibile con la continua esistenza e pratica della religione, come si può vedere nell'esempio della separazione tra stato e religione negli Stati Uniti. Sorge dunque la domanda:
(Karl Marx, "Sulla questione ebraica")
Questo contrasto, a cui si riduce in definitiva la questione ebraica, è il rapporto dello Stato politico con i suoi prerequisiti, siano essi elementi materiali come la proprietà privata, ecc., o spirituali come l'educazione, la religione, il conflitto tra interesse sociale e interesse privato, la scissione tra stato politico e società civile, Bauer permette a questi opposti mondani di esistere mentre polemizza contro la loro espressione religiosa.

Marx riassumme:
(Karl Marx, "Sulla questione ebraica")
Il diritto esiste storicamente, come Marx cerca di illustrare usando l'esempio del feudalesimo e delle rivoluzioni borghesi che ne sono seguite, soprattutto come prerogativa per assicurarsi i privilegi. In questo contesto, Marx considerava una critica dei diritti umani, sebbene vedesse questa emancipazione politica come un unico passo verso l'emancipazione umana e come la forma ultima di emancipazione umana all'interno dell'ordine mondiale esistente (il capitalismo). Non ti viene dato il diritto alla libertà dal collegamento dell'uomo con l'uomo, ma dalla separazione dell'uomo dall'uomo. Definisce questo diritto principalmente in relazione alla libertà di proprietà privata, da cui il diritto di godere della propria proprietà a volontà, senza relazione con altre persone, indipendentemente dalla società, e oltre la stessa. Quella libertàindividuale, così come questa applicazione della stessa, costituisce la base della società civile. Nella società civile, il diritto alla sicurezza non va al di sopra dell'egoismo dei suoi membri, muoiono i versi che dico spesso di ogni membro della società conservazione della sua persona, dei suoi diritti e garanzia dei suoi beni. La coesione sociale dei membri si basa unicamente sulla conservazione dei loro beni e della loro personalità egoistica.
Secondo Marx, la rivoluzione politica della borghesia, da un lato, ha dissolto il carattere politico della società feudale, con l'annientamento di tutti i possedimenti, corporazioni, privilegi, che erano altrettante espressioni della separazione del popolo dal suo comunità. D'altra parte, ha liberato lo Stato politico dal proprio. Miscelandosi con la vita borghese e lo ha costituito come la sfera della comunità, degli affari popolari generali in ideale indipendenza da quegli elementi particolari della vita borghese. Emancipazione politica ha portato alla riduzione dell'uomo, da una parte a membro della società borghese, a individuo egoistico indipendente, dall'altra a cittadino, a persona morale. L'attività specifica della vita e la specifica situazione della vita sprofondarono in un'importanza puramente individuale. Non costituivano più il rapporto generale dell'individuo con lo Stato nel suo insieme. L'abolizione dei rapporti feudali era dunque lo scrollarsi di dosso i legami che legavano lo spirito egoistico della società borghese. L'emancipazione politica era nello stesso tempo l'emancipazione della società borghese dalla politica, il completamento dell'idealismo dello Stato era nello stesso tempo il completamento del materialismo della società borghese.

## Classificazione teoretica

### Legame di Marx con l'Ebraismo
Quando Karl Marx aveva due o tre anni, suo padre si convertì dal giudaismo al cristianesimo protestante perché, in quanto ebreo, non gli era permesso esercitare la professione forense. Entrambi i nonni erano stati rabbini e così molti altri antenati. All'età di sei anni, Karl Marx fu battezzato protestante il 26 agosto 1824, insieme ai suoi sei fratelli, nella casa dei suoi genitori. Fu confermato il 23 marzo 1834, sempre nella parrocchia protestante di Treviri.
Anche i suoi contemporanei erano consapevoli della sua discendenza ebraica, motivo per cui alcuni di loro si riferivano alla sua precedente affiliazione religiosa e talvolta lo attaccavano in modo antisemita molto diretto, come Bakunin, sebbene Marx si allontanò da qualsiasi religiosità e la criticasse fondamentalmente. Poiché alcune formulazioni in Marx sono state interpretate nel contesto storicamente attuale, all'interno delle proprie opinioni ideologiche e al di fuori del contesto della loro origine, spesso sono emerse critiche o lamentele positive sul presunto antisemitismo in Marx, comprese lettere private di Marx a Engels in aggiunta all'opera "Sulla questione ebraica" appartenuta a Ferdinand Lassalle. In una lettera a suo zio Lion Philips datata 29 novembre 1864, Marx si riferì a Benjamin Disraeli come a un "compagno di tribù". Il rapporto di Marx con l'ebraismo è sempre oggetto di dibattito controverso, ma raramente nel contesto della formazione della teoria marxista, poiché Marx ha fatto poche affermazioni utili sull'ebraismo in questo senso.
Nella sua biografia su Marx, Franz Mehring scrive che le lettere di Marx ai suoi genitori non mostrano traccia della natura ebraica o delle cattive maniere. Presuppone che il padre se ne sia andato perché la rinuncia all'ebraismo nelle condizioni del tempo non era solo un atto di emancipazione religiosa, ma anche un atto di emancipazione sociale. Il padre liberato da ogni pregiudizio ebraico, avrebbe lasciato a Marx una preziosa eredità attraverso l'educazione illuminata che gli diede. David Rjazanov, d'altra parte, dipinge un quadro un po' diverso. Sottolinea che molti importanti pensatori tedeschi per il socialismo in Germania, come Marx, Lassalle, Heine o Börne, erano di origine ebraica, cosa che attribuisce alla doppia oppressione a cui furono sottoposti i critici ebrei del sistema. Questa crescente discriminazione persuase anche il padre di Marx, sebbene avesse cessato da tempo di essere religioso, a cambiare denominazione, come aveva già indicato Mehring. Helmut Hirsch descrive un caso del 1843 in cui Marx, all'età di 24 anni, fu chiesto dalla comunità ebraica di Colonia di scrivere una petizione per la liberazione dalle repressioni, che Marx fu felice di firmare, come scrisse Marx ad Arnold Ruge il 13 settembre 1843. La Rheinische Zeitung si era già ripetutamente opposta all'oppressione degli ebrei. Durante la preparazione della Marx-Engels Complete Edition, Hans Stein si recò a Treviri nel 1928 e intervistò testimoni contemporanei. La vedova Becker ha parlato di suo padre, che aveva lavorato per Heinrich Marx, e ha spiegato il motivo del cambiamento di religione: "Poiché Marx aveva una carica pubblica, non poteva essere ebreo". Eleanor Marx scrisse il 21 ottobre 1890 che era contenta di confermare che suo padre era ebreo. Durante l'Affare Dreyfus, Eleanor, ha detto: "Sono un'ebrea".

### Storia della teoria
Nel 1841 Marx ricevette il dottorato in filosofia con il suo lavoro sui materialisti antichi (differenza tra filosofia naturaledemocritica ed epicurea), con la dedizione del quale elogiava un punto di vista idealistico. Tuttavia, già nel 1837, in una lettera privata al padre, si può trovare una visione allontanata dal sistema e dall'idealismo hegeliani. In questo momento Marx si muoveva nei circoli dei giovani hegeliani. Terminati gli studi, lavorò dall'ottobre 1842 come caporedattore della neonata Rheinische Zeitung, dove conobbe Engels e per la prima volta ebbe l'imbarazzo di dover dire qualcosa sui cosiddetti interessi materiali, compresi quelli del proletariato. Ciò lo spinse a occuparsi sempre più di teorie economiche, in particolare di economia classica. In questo periodo iniziò ad occuparsi maggiormente del materialismo feuerbachiano e a familiarizzare con le correnti dei movimenti socialisti e comunisti. Dopo che la pubblicazione della Rheinische Zeitung fu costretta a interrompersi nel marzo 1843, Marx progettò la pubblicazione del Deutsch-Französische Jahrbucher con Arnold Ruge. Nel corso del suo lavoro per gli annuari franco-tedeschi, Marx scrisse "Per la critica della filosofia del diritto di Hegel" da marzo ad agosto 1843 e subito dopo, nel dicembre 1843, "Sulla questione ebraica". Da uno scambio di lettere con Ruge, pubblicato anche negli annuari, risulta chiaro che nel settembre 1843 Marx non si considerava ancora socialista o comunista. "Sulla questione ebraica", esamina criticamente l'idealismoteologico dei giovani hegeliani, che Marx voleva contrapporre alla società reale. Lo stesso approccio è seguito dal suo lavoro successivo, pubblicato anche negli annuari, "Per la critica della filosofia del diritto di Hegel". Introduzione contenente la famosa critica della religione di Marx e nella quale per la prima volta elevò il proletariato a soggetto rivoluzionario. In "La sacra famiglia" (1844) c'è un ulteriore esame dell'argomento dello scritto "Sulla questione ebraica", compreso lo stesso. Marx ed Engels descrissero criticamente "Sulla questione ebraica nell'ideologia tedesca" (1845) come un'opera scritta in fraseologia filosofica ma comunque fondamentalmente materialistica. In "Per la critica dell'economia politica" del 1859, Marx osservava riguardo all'ideologia tedesca che lui ed Engels intendevano elaborare insieme l'opposizione del nostro punto di vista contro quello ideologico della filosofia tedesca, anzi di regolare i conti con la nostra precedente coscienza filosofica. L'intenzione si concretizzò nella forma di una critica alla filosofia post-hegeliana, che Marx aveva già affrontato criticamente in precedenza, ma che ora per la prima volta vi si contrapponeva con un concettualmente e sostanzialmente nuovo, dialetticamente materialista merxista.
Tutti i momenti dell'emergere della teoria di Marx, il confronto con Hegel, Feuerbach, l'economia politica, il movimento operaio, possono essere trovati in embrione, ma non in una forma pienamente sviluppata. La critica di Hegel è la più completa, mentre il confronto di Marx con l'economia politica è solo agli inizi e l'attenzione al materialismo di Feuerbachnon è chiaramente evidente negli scritti. I concetti centrali negli scritti successivi non sono stati ancora elaborati, né una teoria del materialismo storico. Con i "Manoscritti economico-filosofici del 1844", che sono considerati la prima grande opera politico-economica, e le tesi su Feuerbach del 1845, come l'Ideologia tedesca, inedita durante la sua vita, il "Manifesto del Partito Comunista", l'Economia teoria, che è stata pienamente elaborata solo nel "Il Capitale", mancano ancora momenti teorici centrali che furono di grande importanza negli scritti successivi. Già in questo scritto ci sono pensieri e problemi di base sulle possibilità dell'emancipazione umana, che ha occupato Marx in tutta la sua opera.
Secondo Urs Linder, lo scritto "Sulla questione ebraica" può essere considerato come il rifiuto più evidente della figura filosofica di attore della persona come proprietario privato inventata da John Locke all'interno dei primi lavori di Marx.

## Ricezione
Se la scrittura sia antisemita è controverso nella ricerca. Nel suo lavoro tedesco del 1955, "Le origini del totalitarismo", Hannah Arendt lo definisce un lavoro classico di antisemitismo di sinistra. Anche Edmund Silberner dell'Università Ebraica di Gerusalemme classifica Marx come antisemita a causa di questo scritto, tra le altre cose. Lo storico Lars Fischer lo contraddice: Marx non si preoccupava affatto degli attacchi al giudaismo, ma della critica al capitalismo e alle possibilità di emancipazione sociale. Nel "Manuale dell'antisemitismo", Matthias Vetter giunge alla conclusione che Marx non ha perseguito con lei alcuna costruzione comparativa antisemita; il suo linguaggio, i suoi confronti e le sue intenzioni erano molto antisemiti. Lo scritto, che ha ricevuto poca attenzione, non può essere inteso come l'inizio dell'antisemitismo di sinistra, ma piuttosto come l'inizio di una sottovalutazione da parte di sinistra dell'antisemitismo e dell'idea che l'unico futuro dell'ebraismo sta nel la sua scomparsa.
Il sociologo Detlev Claussen ha criticato il testo "Sulla questione ebraica" definendolo immaterialistico e non scientifico perché non sapeva come indicare la differenza tra società preborghese e società borghese e si ostinava nell'analisi della circolazione delle merci e del denaro.